# 奥尔戈夫射电光学望远镜
奥尔戈夫射电光学望远镜（亞美尼亞語: Օրգովի ռադիոօպտիկական աստղադիտակ，又称ROT54或赫鲁尼镜面射电望远镜）是位于亚美尼亚奥尔戈夫的一座射电望远镜。该望远镜建于1975至1985年间，1986至1990年首次运行后停用，后恢复运行至2012年。此后多次尝试修复重启。

## 技术参数
望远镜坐落于亚美尼亚奥尔戈夫的RRI阿拉加茨科学中心，位于阿拉加茨山上，海拔1,711（5,614英尺）。
射电望远镜直径54米（177英尺），采用半球形固定式设计，配有一个直径5米（16英尺）的可移动副镜，有效口径达32米（105英尺）。镜面精度约70/100微米，工作波长范围30-3毫米（10-100 GHz），原始设计可观测至1 毫米（300 GHz）波段。
光学望远镜配备2.6米（8.5英尺）主镜，焦距达10米（33英尺）。

## 历史

### 建设阶段
1964年，帕里斯·赫鲁尼向谢尔盖·科罗廖夫提出构想。经科罗廖夫批准后，项目于1975年启动，主体建设于1981-1985年完成。
建设团队在阿拉加茨山坡实施爆破，开凿出望远镜基座坑体。随后浇筑混凝土基座，并将3600块金属面板通过铁管固定在坑体内形成镜面。每块面板平均1平方米，采用铝铜镁锰高强度合金制成。毫米/亚毫米波接收要求镜面达到70微米精度，每块面板均经过手工研磨。
望远镜于1986年投入运行，同年赫鲁尼获得"赫鲁尼镜面射电望远镜"专利（编号1377941）。配套设施于1987年全部完工。

### 运行观测
天文台在1987-1990年间持续开展观测。1988年亚美尼亚大地震未对其造成显著损坏。

### 停用与修复尝试
1990年左右望远镜停止运行。90年代中期提出修复计划。1995-2010年间，通过与俄罗斯天文学会及雅典国立技术大学合作，更新了控制系统和馈源，恢复观测。
2012年因控制臂故障导致副镜无法移动，ROT54/2.6再次停用。亚美尼亚政府无力承担维修费用，研究设施进入封存状态。GETSAI基地超半数建筑闲置。
全面恢复运行需升级控制系统、更换模拟传感器为数字设备、改造数据处理系统。专家估算升级费用约2500万美元。
2018-2019年制定修复计划，拟加入欧洲VLBI网络。原定2019年启动，但截至2025年3月仍处于失修状态。意大利旅行者Francy报告称"2025年4月仍无任何改善"。

## 延伸阅读
- . . 2022年10月3日. Al Jazeera.